# کالج ماریست
کالج ماریست (انگلیسی: Marist College) کالج هنرهای آزاد در شهرک پوکیپسی واقع در نیویورک است. این کالج در ۱۹۰۵ و به دست برادران ماریست که مؤسسه‌ای مذهبی و کاتولیک است و هدفش آماده‌سازی برادران کاتولیک برای حرفه آموزگاری است، افتتاح شد. در ۱۹۲۹ این کالج از سوی ایالت اجازه یافت تا طیف وسیع‌تری از مدرک‌ها را در فعالیت‌های هنری و علوم اعطا کند. امروزه ماریست در هنرهای آزاد، جامع است و ۵۶ مدرک برای دانشجویان و فارغ‌التحصیلان دارد و ۲۱ برنامه گواهی برگزار می‌کند.
فضای وسیع پردیس اصلی ماریست نمایی از رود هادسون دارد. ماریس شعبه‌ای نیز در 
فلورانس ایتالیا دارد و در ۲۶ کشور فضای تحصیلی ایجاد کرده است.
ماریس به عنوان عضوی از بخش یکم اتحادیه ملی ورزش دانشگاهی از ۲۳ رشته ورزشی کالجی حمایت می‌کند.